# Pétange
Pétange (Luxemburgs: Péiteng, Duits: Petingen) is plaats en een gemeente in het Luxemburgse kanton Esch-sur-Alzette.
De gemeente heeft een totale oppervlakte van 11,93 km² en telde 14.952 inwoners op 1 januari 2007.

## Evolutie van het inwoneraantal
| Jaar                              | 2001   | 2002   | 2003   | 2004   | 2005   |
| --------------------------------- | ------ | ------ | ------ | ------ | ------ |
| Inwoneraantal                     | 13.749 | 13.986 | 14.103 | 14.382 | 14.632 |
| Opmerking: tellingen op 1 januari |        |        |        |        |        |

## Andere kernen
- Fond-de-Gras
- Lamadelaine
- Rodange

## Stedenbanden
- Maribor (Slovenië)
- Schio (Italië)

## Geboren
- Will Dahlem (1916-1986), schilder, beeldhouwer en glazenier
- Moritz Ney (1947), schilder en beeldhouwer